# Comuna Galicea, Vâlcea
Galicea este o comună în județul Vâlcea, Muntenia, România, formată din satele Bratia din Deal, Bratia din Vale, Cocoru, Cremenari, Dealu Mare, Galicea (reședința), Ostroveni, Teiu și Valea Râului. Este situată în zona de contact a Piemontului Cotmeana cu terasele de pe stânga Oltului, la confluența râului Topolog cu râul Olt. La 1 iulie 1998 avea 4186 locuitori dintre care 2035 de sex masculin și 2151 de sex femeiesc. Prima menționare documentară a satului Galicea este din 1219.
Majoritatea suprafeței acestei comune este destinată agriculturii. Dispune de o școală primară (clasele I-IV), o școală gimnazială (clasele V-VIII) și de o școală de ucenici mecanici (clasele IX-X). În prezent se execută lucrări de restructurare a drumurilor (respectiv lucrări de amenajare și asfaltare), precum și îmbunătățirea serviciilor de comunicații (linii telefonice digitale, televiziune prin cablu și internet).

## Obiective turistice
- Biserica cu hramul „Sfinții Apostoli Petru și Pavel” cu zid de incintă a fostului schit Flămânda, din satul Valea Râului, fost Flămânda ctitorie din 1595 a logofătului Teodosie Rudeanu[3]
- Biserica cu hramul „Adormirea Maicii Domnului” 1752, cu picturi murale interioare originare din Teiu
- Biserica cu hramul „Sfântul Nicolae” din secolul al XVIII-lea, refăcută în 1821 din satul Cocoru
- Biserica cu hramul „Sfinții Voievozi” (1833) cu picturi originare în altar și pronaos și cu pridvor adăugat în 1890 în satul Bratia din Deal.

## Personalități
- Ilie Ciocan (n. 1913), supercentenar, veteran de război;
- Ionel Enache (n. 1953), interpret de muzică populară
- Gheorghe Mihai, publicist, născut la 14 iunie 1936 în comuna Cremenari, astăzi comuna Galicea. Opera: Dimensiunile interioare-versuri, revistele școlare ”Luminile chimiei” la Liceul Chimic și ,,Luminile Oltului” la Liceul Energetic din Râmnicul Vâlcea.[4]
- Nicolae Radu, poet, prozator, publicist, născut la 25 februarie 1934 în satul Cremenari, azi comuna Galicea, județul Vâlcea. Opera: Rugăciune pentru cuvinte- poezii; Cerbul de la tufanul trăznit - jurnal african; cinci tratate de specialitate.[5]
- Emilian Tomulescu, publicist, poet, născut în satul Cremenari, comuna Galicea, județul Vâlcea, la data de 3 aprilie 1933, fiul învățătorului Dumitru Tomulescu, care a absolvit Institutul Politehnic Timișoara, Facultatea de Construcții Civile și Industriale.[6]
- Dan-Gheorghe Obogeanu, jurist, poet, editorialist și publicist, născut la 7 octombrie 1970 în satul Valea Râului, comuna Galicea, județul Vâlcea. Licențiat al Universității din București-Facultatea de Drept. A publicat 5 volume de poezie, numeroase articole de presă, editoriale, prefațare si recenzii de carte. A fost secretar  de redacție la revista locală ,,Viața Galicenilor'' timp de 8 ani. Are și o bogată experiență profesională în domeniul transportului public și în administrația publică locală.

## Demografie
Componența etnică a comunei Galicea
     Români (93,7%)
     Alte etnii (6,3%)
Componența confesională a comunei Galicea
     Ortodocși (93,57%)
     Alte religii (0,21%)
     Necunoscută (6,21%)
Conform recensământului efectuat în 2021, populația comunei Galicea se ridică la 3.268 de locuitori, în scădere față de recensământul anterior din 2011, când fuseseră înregistrați 3.748 de locuitori. Majoritatea locuitorilor sunt români (93,7%). Din punct de vedere confesional, majoritatea locuitorilor sunt ortodocși (93,57%), iar pentru 6,21% nu se cunoaște apartenența confesională.

## Politică și administrație
Comuna Galicea este administrată de un primar și un consiliu local compus din 13 consilieri. Primarul, Florin-Alexandru Mărăcine[*], de la Partidul Social Democrat, este în funcție din octombrie 2020. Începând cu alegerile locale din 2024, consiliul local are următoarea componență pe partide politice:
|  | Partid                          | Consilieri | Componența Consiliului | Componența Consiliului | Componența Consiliului | Componența Consiliului | Componența Consiliului | Componența Consiliului | Componența Consiliului | Componența Consiliului |
|  | ------------------------------- | ---------- | ---------------------- | ---------------------- | ---------------------- | ---------------------- | ---------------------- | ---------------------- | ---------------------- | ---------------------- |
|  | Partidul Social Democrat        | 8          |                        |                        |                        |                        |                        |                        |                        |                        |
|  | Partidul Național Liberal       | 3          |                        |                        |                        |                        |                        |                        |                        |                        |
|  | Alianța pentru Unirea Românilor | 2          |                        |                        |                        |                        |                        |                        |                        |                        |